# Emmanuel de Grouchy
Emmanuel, markýz de Grouchy (23. října 1766, Paříž – 29. března 1847 Saint-Étienne) byl francouzský generál, maršál Francie.

## Život

### Mládí
Grouchy pocházel ze staré šlechtické rodiny původem z Normandie. Věrný rodinné tradici vstoupil 31. března 1780 do dělostřeleckého učiliště v Štrasburku. Po jeho absolvování krátce sloužil v pluku La Fére (v něm později sloužil i Napoleon Bonaparte), ale přešel ke kavalerii, kde již zůstal. Jako šlechtic měl o kariéru postaráno. Roku 1786 byl přijat ke královské gardě. Roku 1785 se oženil. Jeho ženou se stala bohatá Cecile Le Doucelet de Pontécoulant, která byla majitelkou zámku a Grouchy proto roku 1787 vystoupil z armády, aby se věnoval správě vyženěného majetku. To jej zaměstnávalo až do Francouzské revoluce. Roku 1792 vstoupil jako dobrovolník do revoluční armády, s kterou bojoval ve Vendée a již 7. září byl povýšen do generálské hodnosti (maréchal de camp). V roce 1793 však opustil armádu na základě výnosu Konventu, který zakazoval šlechticům zastávat státní úřední funkce. Po pádu hrůzovlády však opět zařazen do armády a stal se náčelníkem generálního štábu Západní armády pod velením generála Lazara Hoche. S ním potřel pokus o vylodění emigrantů na poloostrově Quiberon a s ním a 18 000 muži též prodělal neúspěšnou expedici do Irska, která byla pokusem o podporu protibritského boje irských nacionalistů (prosinec 1796). Od roku 1798 byl v Italské armádě a v ní se vyznamenal v bitvě u Novi (15. srpna 1799), kde byl velitelem jezdectva pravého (Perignonova) křídla a v boji o Pasturano byl těžce raněn (14 poranění) a zajat. Po čtyřech měsících léčení zůstal v zajetí až do výměny zajatců po bitvě u Marenga (14. června 1800).

### Velká armáda
V červenci 1800 byl odvelen k Rýnské armádě pod velení Moreaua a vynikl spolu s Neyem v bitvě u Hohenlinden (3. prosince 1800). Po Lunevillském míru stal se generálním inspektorem kavalerie, ale upadl v Napoleonovu nemilost, když se v procesu proti Moreauovi výrazně angažoval v jeho prospěch, byl proto postaven dlouho mimo službu. Teprve roku 1805 obdržel velení divize ve II. sboru (Marmontově) a účastnil se Ulmského manévru. V pruské kampani roku 1806 velel dragounské divizi, se kterou 25. října 1806 vytáhl do Berlína. V dalších bojích pak byl účastníkem manévru končícím kapitulací Hohenloheho armády (28. října 1806) a též se podílel na kapitulaci Blüchera v Lübecku 6. listopadu 1806. V bitvě u Jílového (8. února 1807) se účastnil se svou divizí slavného Muratova útoku, v bitvě však ztratil dvě třetiny svých jezdců. Vyznamenal se též v bitvě u Friedlandu (14. června 1807). Roku 1808 byl převelen na Pyrenejský poloostrov a stal se guvernérem Madridu. Předsedal stannému soudu při povstání (2. května 1808) v Madridu a každého, kdo byl přistižen se zbraní, odsoudil k smrti. Roku 1809 velel jezdectvu armády místokrále italského Evžena a procházel z Itálie až na bojiště u Wagramu, kde velel dragounské divizi v Davoutově sboru a kde si počínal velmi obezřetně a takticky dokonale. Po bitvě u Wagramu jej Napoleon jmenoval generálplukovníkem jízdních gardových myslivců.
Při ruském tažení 1812 byl prvním, kdo dosáhl Dněpru. Bojoval u Smolensku (18. srpna 1812) i u Borodina (7. září 1812). Kde byl těžce raněn. Při ústupu z Ruska (18. října 1812 opustila Velká armáda Moskvu) byl však již plně zdráv a opakovaně vynikl rozvahou a statečností. Byl proto jmenován velitelem tzv. posvátného praporu, který byl sestaven jen z důstojníků a vykonával dozor nad transportem prominentů a příbuzných císaře. Po návratu z Ruska neobdržel žádné velení a 1. dubna 1813 vystoupil z armády. Když však bezprostředně hrozil vpád Spojenců do Francie, opět se hlásil u Napoleona a dostal 25. prosince 1813 velení celé armádní kavalerie. Výrazně přispěl k vítězství u Vauchamps (12. února 1814), ale v bitvě u Craone (7. března 1814) byl těžce raněn a vyřazen z dalších bojů.

### Waterloo
Když se Napoleon vrátil z Elby, převzal Grouchy opět armádní velitelský post. Byl jmenován pairem a 15. dubna 1815 byl povýšen do hodnosti maršála Francie. Stal se velitelem pravého křídla Severní armády. Po bitvě u Ligny (16. června 1815), ve které Napoleon porazil, ale nezničil Prusy pod Blücherovým velením, obdržel úkol pronásledovat s 34 000 muži a 108 děly Prusy a zabránit jejich spojení s Angličany. Svázán obrovskou zodpovědností a tlačen nadměrným respektem k císaři on, který dosud v poli velel nejvýše divizi, tento úkol nezvládl. Zanedbal průzkum, nechal se zmást Kalkreuthovým zadním vojem, zatímco hlavní síly Prusů bez jeho vědomí mířily na bojiště u Waterloo. Při zvuku děl od Waterloo nevyhodnotil racionálně situaci a nezamířil směrem, který označovala dělostřelba. Stal se tak jednou z příčin – nikoli jedinou a nikoli hlavní – porážky u Waterloo. Po bitvě, jakoby mávnutím proutku, je zde jiný Grouchy - obezřetný, rozhodný, dokonalý taktik. Manévruje se svým vojskem bezchybně a sbor dovede beze ztrát do Francie, skládá velení a odchází z armády.
Grouchyho tažení je popsáno v jedné z kapitol knihy Stefana Zweiga „ Hvězdné hodiny lidstva“. Byl jedním z prvních důstojníků, které postihl hněv monarchistů. Grouchy odešel do vyhnanství. Šest let žil ve Filadelfii v USA, po amnestii se roku 1821 vrátil do Francie a zbytek života věnoval svým obhajobám (přestože nikým neobviňován) své role kolem bitvy u Waterloo. Zemřel v 81 letech v Saint-Etienne. Je pohřben na pařížském hřbitově Père-Lachaise poblíž centrální kaple. Jeho vnuk vydal paměti maršálovy (Memoires de marechal de Grouchy v 5 svazcích (1873–1875)).

## Hodnocení
Grouchy byl zkušeným, schopným a statečným důstojníkem, plnícím dobře taktické úkoly. Jeho hlavní zbraní, ve které vynikal byla kavalerie (zejména dragouni). Strategii však moc neovládal. Je paradoxem, že tento mimořádně zdatný voják je široké veřejnosti znám jen pro svou nešťastnou roli v bitvě u Waterloo.